# ناحیه دیتون، شهرستان توسکولا، میشیگان
ناحیه دیتون (به انگلیسی: Dayton Township) یک منطقهٔ مسکونی در ایالات متحده آمریکا است که در شهرستان تاسکولا، میشیگان واقع شده‌است.
 ناحیه دیتون ۹۳٫۶ کیلومتر مربع مساحت و ۱٬۸۴۸ نفر جمعیت دارد و ۲۶۲ متر بالاتر از سطح دریا واقع شده‌است.